# Геленово (гміна Вежбінек)
Геленово (пол. Helenowo) — село в Польщі, у гміні Вежбінек Конінського повіту Великопольського воєводства.
Населення — 192 особи (2011).
У 1975-1998 роках село належало до Конінського воєводства.

## Демографія
Демографічна структура станом на 31 березня 2011 року:
|          | Загалом | Допрацездатний вік | Працездатний вік | Постпрацездатний вік |
| -------- | ------- | ------------------ | ---------------- | -------------------- |
| Чоловіки | 103     | 29                 | 65               | 9                    |
| Жінки    | 89      | 16                 | 54               | 19                   |
| Разом    | 192     | 45                 | 119              | 28                   |